# Frank Sackenheim
Frank Sackenheim (* 4. Januar 1976 in Lindlar) ist ein deutscher Jazzmusiker (Sopran-, Alt- und Tenorsaxophon, Bassklarinette, Komposition).

## Leben und Wirken
Sackenheim begann mit zehn Jahren, Klarinette und Saxophon zu spielen. Er spielte zunächst in seinem Geburtsort Blasmusik, dann auch Tanzmusik. Später erhielt er Unterricht bei Bernd Winterschladen. Nach der Schule begann er eine Ausbildung bei Bayer. Ab 1994 gehörte er zum Blue Art Orchester unter der Leitung von Georg Ruby und von 1995 bis 2000 zum Jugendjazzorchester NRW. Ab 1996 studierte er an der Hochschule für Musik und Tanz Köln bei Heiner Wiberny und Frank Gratkowski sowie 2001/02 am Königlichen Konservatorium Brüssel Saxophon, zusätzlich an der Universität Mainz Komposition. Zwischen Studium und dem Konzertexamen 2003 hielt er sich mit einem Stipendium des Landes NRW für mehrere Monate zu Studienzwecken in New York auf.
Sackenheim legte drei Platten unter eigenem Namen vor. Er absolvierte zahlreiche Auftritte mit eigenen Projekten sowie als Sideman; er spielte mit Lee Konitz, Paul Kuhn, Manfred Schoof, Albert Mangelsdorff, Keith Copeland, Bill Dobbins, Markus Stockhausen, Max Mutzke, Stefan Raab, Renee Olstead, Vince Mendoza (Blauklang), Peter Erskine, Nguyên Lê, Claudio Puntin, Steffen Schorn, Nils Wülker oder Julia Hülsmann. Als Mitglied des Cologne Contemporary Jazz Orchestra trat er beim North Sea Jazz Festival auf. Seit langem arbeitet er mit dem Sänger Tom Gaebel zusammen und gehört zu dessen Band. Tourneen führten ihn u. a. nach Polen, Spanien, Frankreich, Österreich in die Schweiz und die Beneluxländer, nach China und in die Türkei. 2009 stellte er eine Band für die WDR-Spielshow „Beste Freunde“ zusammen und leitete sie. Weiterhin war er auch unterwegs mit der Band Big Gee ( Retrologie 2010). Er ist auch auf Alben mit Mike Roelofs, Lars Duppler, Eva Mayerhofer, dem Thoneline Orchestra, Max Herre, Brigitte Angerhausen sowie den Broilers zu hören. Zudem moderierte er Jazzsendungen für den WDR-Hörfunk.
Sackenheim erhielt mehrere Preise und Auszeichnungen, so 1995 einen Preis im Landeswettbewerb Jugend jazzt und 2004 den Förderpreis der Stadt Köln für Jazz und improvisierte Musik (Horst und Gretl Will Stipendium).

## Diskographische Hinweise
- The Music of Chance (Jazz4Ever Records 2001, mit Matthias Bergmann, Florian Ross, Dietmar Fuhr, Mathias Kornmaier)
- Lamentation (Laika Records 2005, mit Matthias Bergmann, Lars Duppler, Christophe Devisscher, Jens Düppe)
- Eurotrash (Laika Records 2009, mit Matthias Bergmann, Lars Duppler, Christophe Devisscher, Jens Düppe sowie Streichern)